# Lizzia blondina
Lizzia blondina är en nässeldjursart som beskrevs av Forbes 1848. Lizzia blondina ingår i släktet Lizzia och familjen Bougainvilliidae. Arten är reproducerande i Sverige. Inga underarter finns listade i Catalogue of Life.